# (6161) Vojno-Yasenetsky
(6161) Vojno-Yasenetsky est un astéroïde de la ceinture principale.

## Description
(6161) Vojno-Yasenetsky est un astéroïde de la ceinture principale. Il fut découvert le 14 octobre 1971 à Nauchnyj par Lioudmila Tchernykh. Il présente une orbite caractérisée par un demi-grand axe de 2,79 UA, une excentricité de 0,23 et une inclinaison de 9,0° par rapport à l'écliptique.

## Compléments